# Орендна суперечка в Акуцу
Орендна суперечка в Акуцу (яп. 阿久津村小作争議, あくつむらこさくそうぎ, акуцу-мура косаку соґі; грудень 1931 — 8 березня 1932) — конфлікт між селянами-орендарями та землевласниками, що відбувся у селі Акуцу повіту Сіодані префектури Тотіґі, в Японії.

## Короткі відомості
У грудні 1931 року селяни-орендарі з села Акуцу, члени місцевого філіалу Всеяпонсьокої профспілки селян, поставили вимогу землевласникам знизити орендну плату на 50 %. Землевласники звернулися по допомогу до Японської аграрної партії і відхилили вимогу. Крім цього, 6 січня 1932 року, вони викрали головного секретаря профспілки, який вирушив на переговори, та захопили офіс філіалу. У відповідь, розлючені члени Японської робітничо-селянської партії, які підтримували Всеяпонську профспілку селян, 9 січня 1932 року, масово озброївшись, атакували будівлю філіалу і відбили її, убивши 3 і поранивши 10 аграрників. У результаті цього, 100 учасників сутички були заарештовані поліцією.
Орендна суперечка була вирішена за участі посередників 8 березня 1932, у результаті чого орендна плата була знижена на 30 %.